# Suchá (Havlíčkův Brod)
Suchá (německy Dürre) je vesnice, část okresního města Havlíčkův Brod. Nachází se asi 5,5 km na jih od Havlíčkova Brodu. V roce 2009 zde bylo evidováno 78 adres. V roce 2001 zde žilo 207 obyvatel.
Suchá leží v katastrálním území Suchá u Havlíčkova Brodu o rozloze 7,43 km2. V katastrálním území Suchá u Havlíčkova Brodu leží i Svatý Kříž, Mendlova Ves a Ovčín.